# Cumbancha

Une cumbancha (mot qui dérive du cumbe, une danse de Guinée, qui a aussi donné cumbia) désigne à Cuba une fête improvisée et bruyante, où on jouait toutes sortes de musiques : Changüí, Tumba francesa, Nengón, Bembé, Radá, etc.
Une ou plusieurs chansons ont pour titre La Cumbancha, chantée par Omara Portuondo, Septeto Nacional Ignacio Piñeiro, Agustín Lara.